# Liste der Weltcupsieger im Skispringen
Die Liste der Weltcupsieger im Skispringen gibt einen Überblick über alle Sieger sowie die Zweit- und Drittplatzierten der Gesamtwertungen im Skisprung-Weltcup seit der erstmaligen Austragung.
Die Liste umfasst sowohl die drei erstplatzierten Athleten beziehungsweise Athletinnen im Gesamtweltcup als auch die drei erstplatzierten Nationen in der Nationenwertung der Männer und Frauen jeder Saison sowie die drei erstplatzierten Athleten im Skiflug-Weltcup (1991–2001, seit 2009) beziehungsweise im Skisprung-Weltcup (1996–2000).
Der Statistikteil führt alle Athleten und Nationen auf, die eine der Wertungen mindestens einmal gewinnen konnten. Bislang gewannen 26 Männer und sechs Frauen aus elf Nationen mindestens einmal den Gesamtweltcup, sechs Nationen mindestens einmal die Nationenwertung der Männer sowie fünf Nationen mindestens einmal die Nationenwertung der Frauen.
Hinzu kommt eine Auflistung der jeweils zehn höchsten Punktzahlen innerhalb einer Saison, die bei Männern und Frauen erreicht wurden.
Für einen Überblick der Sieger von Wettbewerben im Skisprung-Weltcup siehe die Liste der Sieger von Wettbewerben im Skisprung-Weltcup.

## Sieger Gesamtweltcup

### Männer
| Saison    | Sieger                | Zweiter               | Dritter             |
| --------- | --------------------- | --------------------- | ------------------- |
| 1979/80   | Hubert Neuper         | Armin Kogler          | Stanisław Bobak     |
| 1980/81   | Armin Kogler          | Roger Ruud            | Horst Bulau         |
| 1981/82   | Armin Kogler          | Hubert Neuper         | Horst Bulau         |
| 1982/83   | Matti Nykänen         | Horst Bulau           | Armin Kogler        |
| 1983/84   | Jens Weißflog         | Matti Nykänen         | Pavel Ploc          |
| 1984/85   | Matti Nykänen         | Andreas Felder        | Ernst Vettori       |
| 1985/86   | Matti Nykänen         | Ernst Vettori         | Andreas Felder      |
| 1986/87   | Vegard Opaas          | Ernst Vettori         | Andreas Felder      |
| 1987/88   | Matti Nykänen         | Pavel Ploc            | Primož Ulaga        |
| 1988/89   | Jan Boklöv            | Jens Weißflog         | Dieter Thoma        |
| 1989/90   | Ari-Pekka Nikkola     | Ernst Vettori         | Andreas Felder      |
| 1990/91   | Andreas Felder        | Stephan Zünd          | Dieter Thoma        |
| 1991/92   | Toni Nieminen         | Werner Rathmayr       | Andreas Felder      |
| 1992/93   | Andreas Goldberger    | Jaroslav Sakala       | Noriaki Kasai       |
| 1993/94   | Espen Bredesen        | Jens Weißflog         | Andreas Goldberger  |
| 1994/95   | Andreas Goldberger    | Roberto Cecon         | Janne Ahonen        |
| 1995/96   | Andreas Goldberger    | Ari-Pekka Nikkola     | Janne Ahonen        |
| 1996/97   | Primož Peterka        | Dieter Thoma          | Kazuyoshi Funaki    |
| 1997/98   | Primož Peterka        | Kazuyoshi Funaki      | Andreas Widhölzl    |
| 1998/99   | Martin Schmitt        | Janne Ahonen          | Noriaki Kasai       |
| 1999/2000 | Martin Schmitt        | Andreas Widhölzl      | Janne Ahonen        |
| 2000/01   | Adam Małysz           | Martin Schmitt        | Risto Jussilainen   |
| 2001/02   | Adam Małysz           | Sven Hannawald        | Matti Hautamäki     |
| 2002/03   | Adam Małysz           | Sven Hannawald        | Andreas Widhölzl    |
| 2003/04   | Janne Ahonen          | Roar Ljøkelsøy        | Bjørn Einar Romøren |
| 2004/05   | Janne Ahonen          | Roar Ljøkelsøy        | Matti Hautamäki     |
| 2005/06   | Jakub Janda           | Janne Ahonen          | Andreas Küttel      |
| 2006/07   | Adam Małysz           | Anders Jacobsen       | Simon Ammann        |
| 2007/08   | Thomas Morgenstern    | Gregor Schlierenzauer | Janne Ahonen        |
| 2008/09   | Gregor Schlierenzauer | Simon Ammann          | Wolfgang Loitzl     |
| 2009/10   | Simon Ammann          | Gregor Schlierenzauer | Thomas Morgenstern  |
| 2010/11   | Thomas Morgenstern    | Simon Ammann          | Adam Małysz         |
| 2011/12   | Anders Bardal         | Gregor Schlierenzauer | Andreas Kofler      |
| 2012/13   | Gregor Schlierenzauer | Anders Bardal         | Kamil Stoch         |
| 2013/14   | Kamil Stoch           | Peter Prevc           | Severin Freund      |
| 2014/15   | Severin Freund        | Peter Prevc           | Stefan Kraft        |
| 2015/16   | Peter Prevc           | Severin Freund        | Kenneth Gangnes     |
| 2016/17   | Stefan Kraft          | Kamil Stoch           | Daniel-André Tande  |
| 2017/18   | Kamil Stoch           | Richard Freitag       | Daniel-André Tande  |
| 2018/19   | Ryōyū Kobayashi       | Stefan Kraft          | Kamil Stoch         |
| 2019/20   | Stefan Kraft          | Karl Geiger           | Ryōyū Kobayashi     |
| 2020/21   | Halvor Egner Granerud | Markus Eisenbichler   | Kamil Stoch         |
| 2021/22   | Ryōyū Kobayashi       | Karl Geiger           | Marius Lindvik      |
| 2022/23   | Halvor Egner Granerud | Stefan Kraft          | Anže Lanišek        |
| 2023/24   | Stefan Kraft          | Ryōyū Kobayashi       | Andreas Wellinger   |
| 2024/25   | Daniel Tschofenig     | Jan Hörl              | Stefan Kraft        |

### Frauen
| Saison    | Siegerin               | Zweite                 | Dritte             |
| --------- | ---------------------- | ---------------------- | ------------------ |
| 2011/1200 | Sarah Hendrickson      | Daniela Iraschko       | Sara Takanashi     |
| 2012/13   | Sara Takanashi         | Sarah Hendrickson      | Coline Mattel      |
| 2013/14   | Sara Takanashi         | Carina Vogt            | Yūki Itō           |
| 2014/15   | Daniela Iraschko-Stolz | Sara Takanashi         | Carina Vogt        |
| 2015/16   | Sara Takanashi         | Daniela Iraschko-Stolz | Maja Vtič          |
| 2016/17   | Sara Takanashi         | Yūki Itō               | Maren Lundby       |
| 2017/18   | Maren Lundby           | Katharina Althaus      | Sara Takanashi     |
| 2018/19   | Maren Lundby           | Katharina Althaus      | Juliane Seyfarth   |
| 2019/20   | Maren Lundby           | Chiara Hölzl           | Eva Pinkelnig      |
| 2020/21   | Nika Križnar           | Sara Takanashi         | Marita Kramer      |
| 2021/22   | Marita Kramer          | Nika Križnar           | Urša Bogataj       |
| 2022/23   | Eva Pinkelnig          | Katharina Althaus      | Ema Klinec         |
| 2023/24   | Nika Prevc             | Eva Pinkelnig          | Alexandria Loutitt |

## Sieger Nationenwertung

### Männer
| Saison    | Sieger      | Zweiter          | Dritter          |
| --------- | ----------- | ---------------- | ---------------- |
| 1979/80   | Österreich  | Norwegen         | Japan            |
| 1980/81   | Österreich  | Norwegen         | Finnland         |
| 1981/82   | Österreich  | Norwegen         | Finnland         |
| 1982/83   | Norwegen    | Finnland         | Österreich       |
| 1983/84   | Finnland    | DDR              | Tschechoslowakei |
| 1984/85   | Finnland    | Österreich       | Norwegen         |
| 1985/86   | Österreich  | Finnland         | Norwegen         |
| 1986/87   | Norwegen    | Finnland         | Österreich       |
| 1987/88   | Finnland    | Tschechoslowakei | Norwegen         |
| 1988/89   | Norwegen    | Finnland         | Österreich       |
| 1989/90   | Österreich  | Tschechoslowakei | Finnland         |
| 1990/91   | Österreich  | Deutschland      | Finnland         |
| 1991/92   | Österreich  | Finnland         | Tschechoslowakei |
| 1992/93   | Österreich  | Japan            | Norwegen         |
| 1993/94   | Norwegen    | Japan            | Österreich       |
| 1994/95   | Finnland    | Österreich       | Japan            |
| 1995/96   | Finnland    | Japan            | Österreich       |
| 1996/97   | Japan       | Norwegen         | Finnland         |
| 1997/98   | Japan       | Österreich       | Deutschland      |
| 1998/99   | Japan       | Deutschland      | Österreich       |
| 1999/2000 | Finnland    | Österreich       | Deutschland      |
| 2000/01   | Finnland    | Österreich       | Deutschland      |
| 2001/02   | Deutschland | Österreich       | Finnland         |
| 2002/03   | Österreich  | Finnland         | Norwegen         |
| 2003/04   | Norwegen    | Finnland         | Österreich       |
| 2004/05   | Österreich  | Finnland         | Norwegen         |
| 2005/06   | Österreich  | Norwegen         | Finnland         |
| 2006/07   | Österreich  | Norwegen         | Schweiz          |
| 2007/08   | Österreich  | Norwegen         | Finnland         |
| 2008/09   | Österreich  | Finnland         | Norwegen         |
| 2009/10   | Österreich  | Norwegen         | Deutschland      |
| 2010/11   | Österreich  | Norwegen         | Polen            |
| 2011/12   | Österreich  | Norwegen         | Deutschland      |
| 2012/13   | Norwegen    | Österreich       | Deutschland      |
| 2013/14   | Österreich  | Deutschland      | Slowenien        |
| 2014/15   | Deutschland | Norwegen         | Österreich       |
| 2015/16   | Norwegen    | Slowenien        | Deutschland      |
| 2016/17   | Polen       | Österreich       | Deutschland      |
| 2017/18   | Norwegen    | Deutschland      | Polen            |
| 2018/19   | Polen       | Deutschland      | Japan            |
| 2019/20   | Deutschland | Österreich       | Norwegen         |
| 2020/21   | Norwegen    | Polen            | Deutschland      |
| 2021/22   | Österreich  | Slowenien        | Deutschland      |
| 2022/23   | Österreich  | Norwegen         | Slowenien        |
| 2023/24   | Österreich  | Slowenien        | Deutschland      |

### Frauen
| Saison    | Sieger             | Zweiter     | Dritter     |
| --------- | ------------------ | ----------- | ----------- |
| 2011/1200 | Vereinigte Staaten | Deutschland | Japan       |
| 2012/13   | Vereinigte Staaten | Slowenien   | Japan       |
| 2013/14   | Japan              | Deutschland | Slowenien   |
| 2014/15   | Österreich         | Japan       | Deutschland |
| 2015/16   | Österreich         | Japan       | Slowenien   |
| 2016/17   | Japan              | Deutschland | Slowenien   |
| 2017/18   | Deutschland        | Japan       | Norwegen    |
| 2018/19   | Deutschland        | Norwegen    | Österreich  |
| 2019/20   | Österreich         | Norwegen    | Japan       |
| 2020/21   | Österreich         | Slowenien   | Norwegen    |
| 2021/22   | Slowenien          | Österreich  | Japan       |
| 2022/23   | Österreich         | Deutschland | Norwegen    |
| 2023/24   | Österreich         | Slowenien   | Japan       |

## Sieger Skiflug- und Skisprung-Weltcup

### Skiflug-Weltcup
| Saison                                         | Sieger                | Zweiter               | Dritter               |
| ---------------------------------------------- | --------------------- | --------------------- | --------------------- |
| 1990/91                                        | Stephan Zünd          | Stefan Horngacher     | Ralph Gebstedt        |
| 1991/92                                        | Werner Rathmayr       | Andreas Goldberger    | Andreas Felder        |
| 1992/93                                        | Jaroslav Sakala       | Didier Mollard        | Andreas Goldberger    |
| 1993/94                                        | Jaroslav Sakala       | Espen Bredesen        | Roberto Cecon         |
| 1994/95                                        | Andreas Goldberger    | Takanobu Okabe        | Roberto Cecon         |
| 1995/96                                        | Andreas Goldberger    | Janne Ahonen          | Christof Duffner      |
| 1996/97                                        | Primož Peterka        | Takanobu Okabe        | Kazuyoshi Funaki      |
| 1997/98                                        | Sven Hannawald        | Kazuyoshi Funaki      | Andreas Widhölzl      |
| 1998/99                                        | Martin Schmitt        | Noriaki Kasai         | Hideharu Miyahira     |
| 1999/2000                                      | Sven Hannawald        | Janne Ahonen          | Tommy Ingebrigtsen    |
| 2000/01                                        | Martin Schmitt        | Adam Małysz           | Risto Jussilainen     |
| Keine Austragung zwischen 2001/02 und 2007/08. |                       |                       |                       |
| 2008/09                                        | Gregor Schlierenzauer | Harri Olli            | Simon Ammann          |
| 2009/10                                        | Robert Kranjec        | Gregor Schlierenzauer | Simon Ammann          |
| 2010/11                                        | Gregor Schlierenzauer | Martin Koch           | Thomas Morgenstern    |
| 2011/12                                        | Robert Kranjec        | Martin Koch           | Simon Ammann          |
| 2012/13                                        | Gregor Schlierenzauer | Robert Kranjec        | Andreas Stjernen      |
| 2013/14                                        | Peter Prevc           | Noriaki Kasai         | Gregor Schlierenzauer |
| 2014/15                                        | Peter Prevc           | Severin Freund        | Jurij Tepeš           |
| 2015/16                                        | Peter Prevc           | Robert Kranjec        | Johann André Forfang  |
| 2016/17                                        | Stefan Kraft          | Andreas Wellinger     | Kamil Stoch           |
| 2017/18                                        | Andreas Stjernen      | Robert Johansson      |                       |
| 2017/18                                        | Andreas Stjernen      | Kamil Stoch           |                       |
| 2018/19                                        | Ryōyū Kobayashi       | Markus Eisenbichler   | Piotr Żyła            |
| 2019/20                                        | Stefan Kraft          | Timi Zajc             | Piotr Żyła            |
| 2020/21                                        | Karl Geiger           | Ryōyū Kobayashi       | Markus Eisenbichler   |
| 2021/22                                        | Žiga Jelar            | Timi Zajc             | Stefan Kraft          |
| 2022/23                                        | Stefan Kraft          | Halvor Egner Granerud | Anže Lanišek          |
| 2023/24                                        | Daniel Huber          | Stefan Kraft          | Peter Prevc           |

### Skisprung-Weltcup
| Saison    | Sieger            | Zweiter            | Dritter          |
| --------- | ----------------- | ------------------ | ---------------- |
| 1995/96   | Ari-Pekka Nikkola | Andreas Goldberger | Masahiko Harada  |
| 1996/97   | Dieter Thoma      | Primož Peterka     | Hiroya Saitō     |
| 1997/98   | Primož Peterka    | Masahiko Harada    | Andreas Widhölzl |
| 1998/99   | Janne Ahonen      | Martin Schmitt     | Kazuyoshi Funaki |
| 1999/2000 | Martin Schmitt    | Andreas Widhölzl   | Janne Ahonen     |

## Erfolgreichste Athleten und Nationen
Noch aktive Athleten sind in den Auflistungen der Top-3-Platzierungen in den Gesamtwertungen fett hervorgehoben.

### Gesamtweltcup

#### Männer

##### Nach Athleten
| Platz | Name                  | Land             | Von  | Bis  | Siege | Zweite Plätze | Dritte Plätze | Gesamt |
| ----- | --------------------- | ---------------- | ---- | ---- | ----- | ------------- | ------------- | ------ |
| 01    | Matti Nykänen         | Finnland         | 1983 | 1988 | 4     | 1             | —             | 5      |
| 02    | Adam Małysz           | Polen            | 2001 | 2011 | 4     | —             | 1             | 5      |
| 03    | Stefan Kraft          | Österreich       | 2015 | 2024 | 3     | 2             | 1             | 6      |
| 04    | Andreas Goldberger    | Österreich       | 1993 | 1996 | 3     | —             | 1             | 4      |
| 05    | Gregor Schlierenzauer | Österreich       | 2008 | 2013 | 2     | 3             | —             | 5      |
| 06    | Janne Ahonen          | Finnland         | 1995 | 2008 | 2     | 2             | 4             | 8      |
| 07    | Kamil Stoch           | Polen            | 2013 | 2021 | 2     | 1             | 3             | 6      |
| 08    | Ryōyū Kobayashi       | Japan            | 2019 | 2024 | 2     | 1             | 1             | 4      |
|       | Armin Kogler          | Österreich       | 1980 | 1983 | 2     | 1             | 1             | 4      |
| 10    | Martin Schmitt        | Deutschland      | 1999 | 2001 | 2     | 1             | —             | 3      |
| 11    | Thomas Morgenstern    | Österreich       | 2008 | 2011 | 2     | —             | 1             | 3      |
| 12    | Halvor Egner Granerud | Norwegen         | 2021 | 2023 | 2     | —             | —             | 2      |
|       | Primož Peterka        | Slowenien        | 1997 | 1998 | 2     | —             | —             | 2      |
| 14    | Simon Ammann          | Schweiz          | 2007 | 2011 | 1     | 2             | 1             | 4      |
| 15    | Peter Prevc           | Slowenien        | 2014 | 2016 | 1     | 2             | —             | 3      |
|       | Jens Weißflog         | DDR/ Deutschland | 1984 | 1994 | 1     | 2             | —             | 3      |
| 17    | Andreas Felder        | Österreich       | 1985 | 1992 | 1     | 1             | 4             | 6      |
| 18    | Severin Freund        | Deutschland      | 2014 | 2016 | 1     | 1             | 1             | 3      |
| 19    | Anders Bardal         | Norwegen         | 2012 | 2013 | 1     | 1             | —             | 2      |
|       | Hubert Neuper         | Österreich       | 1980 | 1982 | 1     | 1             | —             | 2      |
|       | Ari-Pekka Nikkola     | Finnland         | 1990 | 1996 | 1     | 1             | —             | 2      |
| 22    | Jan Boklöv            | Schweden         | 1989 | 1989 | 1     | —             | —             | 1      |
|       | Espen Bredesen        | Norwegen         | 1994 | 1994 | 1     | —             | —             | 1      |
|       | Jakub Janda           | Tschechien       | 2006 | 2006 | 1     | —             | —             | 1      |
|       | Toni Nieminen         | Finnland         | 1992 | 1992 | 1     | —             | —             | 1      |
|       | Vegard Opaas          | Norwegen         | 1987 | 1987 | 1     | —             | —             | 1      |

##### Nach Nationen
| Platz | Land                                    | Von  | Bis  | Siege | Zweite Plätze | Dritte Plätze | Gesamt |
| ----- | --------------------------------------- | ---- | ---- | ----- | ------------- | ------------- | ------ |
| 01    | Österreich                              | 1980 | 2024 | 14    | 13            | 13            | 40     |
| 02    | Finnland                                | 1983 | 2008 | 8     | 4             | 7             | 19     |
| 03    | Polen                                   | 1980 | 2021 | 6     | 1             | 5             | 12     |
| 04    | Norwegen                                | 1987 | 2023 | 5     | 5             | 5             | 15     |
| 05    | Deutschland (inklusive BRD und DDR)     | 1984 | 2024 | 4     | 11            | 4             | 19     |
| 06    | Slowenien (inklusive Jugoslawien)       | 1988 | 2023 | 3     | 2             | 2             | 7      |
| 07    | Japan                                   | 1993 | 2024 | 2     | 2             | 4             | 8      |
| 08    | Schweiz                                 | 1991 | 2011 | 1     | 3             | 2             | 6      |
| 09    | Tschechien (inklusive Tschechoslowakei) | 1984 | 2006 | 1     | 2             | 1             | 4      |
| 10    | Schweden                                | 1989 | 1989 | 1     | —             | —             | 1      |

#### Frauen

##### Nach Athletinnen
| Platz | Name                   | Land               | Von  | Bis  | Siege | Zweite Plätze | Dritte Plätze | Gesamt |
| ----- | ---------------------- | ------------------ | ---- | ---- | ----- | ------------- | ------------- | ------ |
| 01    | Sara Takanashi         | Japan              | 2012 | 2021 | 4     | 2             | 2             | 8      |
| 02    | Maren Lundby           | Norwegen           | 2017 | 2020 | 3     | —             | 1             | 4      |
| 03    | Daniela Iraschko-Stolz | Österreich         | 2012 | 2016 | 1     | 2             | —             | 3      |
| 04    | Eva Pinkelnig          | Österreich         | 2020 | 2024 | 1     | 1             | 1             | 3      |
| 05    | Sarah Hendrickson      | Vereinigte Staaten | 2012 | 2013 | 1     | 1             | —             | 2      |
|       | Nika Križnar           | Slowenien          | 2021 | 2022 | 1     | 1             | —             | 2      |
| 07    | Marita Kramer          | Österreich         | 2021 | 2022 | 1     | —             | 1             | 2      |
| 08    | Nika Prevc             | Slowenien          | 2024 | 2024 | 1     | —             | —             | 1      |

##### Nach Nationen
| Platz | Land               | Von  | Bis  | Siege | Zweite Plätze | Dritte Plätze | Gesamt |
| ----- | ------------------ | ---- | ---- | ----- | ------------- | ------------- | ------ |
| 01    | Japan              | 2012 | 2021 | 4     | 3             | 3             | 10     |
| 02    | Österreich         | 2012 | 2024 | 3     | 4             | 2             | 9      |
| 03    | Norwegen           | 2017 | 2020 | 3     | —             | 1             | 4      |
| 04    | Slowenien          | 2016 | 2024 | 2     | 1             | 3             | 6      |
| 05    | Vereinigte Staaten | 2012 | 2013 | 1     | 1             | —             | 2      |

### Nationenwertung

#### Männer
| Platz | Land                        | Von  | Bis  | Siege | Zweite Plätze | Dritte Plätze | Gesamt |
| ----- | --------------------------- | ---- | ---- | ----- | ------------- | ------------- | ------ |
| 01    | Österreich                  | 1980 | 2024 | 21    | 9             | 8             | 38     |
| 02    | Norwegen                    | 1980 | 2023 | 9     | 12            | 8             | 29     |
| 03    | Finnland                    | 1981 | 2009 | 7     | 9             | 8             | 24     |
| 04    | Deutschland (inklusive DDR) | 1984 | 2024 | 3     | 6             | 11            | 20     |
| 05    | Japan                       | 1980 | 2019 | 3     | 3             | 3             | 9      |
| 06    | Polen                       | 2011 | 2021 | 2     | 1             | 2             | 5      |

#### Frauen
| Platz | Land               | Von  | Bis  | Siege | Zweite Plätze | Dritte Plätze | Gesamt |
| ----- | ------------------ | ---- | ---- | ----- | ------------- | ------------- | ------ |
| 01    | Österreich         | 2015 | 2024 | 6     | 1             | 1             | 8      |
| 02    | Deutschland        | 2012 | 2023 | 2     | 4             | 1             | 7      |
| 03    | Japan              | 2012 | 2024 | 2     | 3             | 5             | 10     |
| 04    | Vereinigte Staaten | 2012 | 2013 | 2     | —             | —             | 2      |
| 05    | Slowenien          | 2013 | 2024 | 1     | 3             | 3             | 7      |

### Skiflug- und Skisprung-Weltcup

#### Skiflug-Weltcup
| Platz | Name                  | Land        | Von  | Bis  | Siege | Zweite Plätze | Dritte Plätze | Gesamt |
| ----- | --------------------- | ----------- | ---- | ---- | ----- | ------------- | ------------- | ------ |
| 01    | Stefan Kraft          | Österreich  | 2017 | 2024 | 3     | 1             | 1             | 5      |
|       | Gregor Schlierenzauer | Österreich  | 2009 | 2014 | 3     | 1             | 1             | 5      |
| 03    | Peter Prevc           | Slowenien   | 2014 | 2024 | 3     | —             | 1             | 4      |
| 04    | Robert Kranjec        | Slowenien   | 2010 | 2016 | 2     | 2             | —             | 4      |
| 05    | Andreas Goldberger    | Österreich  | 1992 | 1996 | 2     | 1             | 1             | 4      |
| 06    | Sven Hannawald        | Deutschland | 1998 | 2000 | 2     | —             | —             | 2      |
|       | Jaroslav Sakala       | Tschechien  | 1993 | 1994 | 2     | —             | —             | 2      |
|       | Martin Schmitt        | Deutschland | 1999 | 2001 | 2     | —             | —             | 2      |
| 09    | Ryōyū Kobayashi       | Japan       | 2019 | 2021 | 1     | 1             | —             | 2      |
| 10    | Andreas Stjernen      | Norwegen    | 2013 | 2018 | 1     | —             | 1             | 2      |
| 11    | Karl Geiger           | Deutschland | 2021 | 2021 | 1     | —             | —             | 1      |
|       | Daniel Huber          | Österreich  | 2024 | 2024 | 1     | —             | —             | 1      |
|       | Žiga Jelar            | Slowenien   | 2022 | 2022 | 1     | —             | —             | 1      |
|       | Primož Peterka        | Slowenien   | 1997 | 1997 | 1     | —             | —             | 1      |
|       | Werner Rathmayr       | Österreich  | 1992 | 1992 | 1     | —             | —             | 1      |
|       | Stephan Zünd          | Schweiz     | 1991 | 1991 | 1     | —             | —             | 1      |

#### Skisprung-Weltcup
| Platz | Name              | Land        | Von  | Bis  | Siege | Zweite Plätze | Dritte Plätze | Gesamt |
| ----- | ----------------- | ----------- | ---- | ---- | ----- | ------------- | ------------- | ------ |
| 01    | Primož Peterka    | Slowenien   | 1997 | 1998 | 1     | 1             | —             | 2      |
|       | Martin Schmitt    | Deutschland | 1999 | 2000 | 1     | 1             | —             | 2      |
| 03    | Janne Ahonen      | Finnland    | 1999 | 2000 | 1     | —             | 1             | 2      |
| 04    | Ari-Pekka Nikkola | Finnland    | 1996 | 1996 | 1     | —             | —             | 1      |
|       | Dieter Thoma      | Deutschland | 1997 | 1997 | 1     | —             | —             | 1      |

### Punkterekorde

#### Männer
| Platz | Name                  | Land        | Punkte | Saison    | Platzierung |
| ----- | --------------------- | ----------- | ------ | --------- | ----------- |
| 01    | Peter Prevc           | Slowenien   | 2303   | 2015/16   | 1.          |
| 02    | Stefan Kraft          | Österreich  | 2149   | 2023/24   | 1.          |
| 03    | Halvor Egner Granerud | Norwegen    | 2128   | 2022/23   | 1.          |
| 04    | Ryōyū Kobayashi       | Japan       | 2085   | 2018/19   | 1.          |
| 05    | Gregor Schlierenzauer | Österreich  | 2083   | 2008/09   | 1.          |
| 06    | Martin Schmitt        | Deutschland | 1833   | 1999/2000 | 1.          |
| 07    | Thomas Morgenstern    | Österreich  | 1794   | 2007/08   | 1.          |
| 08    | Stefan Kraft          | Österreich  | 1790   | 2022/23   | 2.          |
| 09    | Simon Ammann          | Schweiz     | 1776   | 2008/09   | 2.          |
| 10    | Thomas Morgenstern    | Österreich  | 1757   | 2010/11   | 1.          |

#### Frauen
| Platz | Name              | Land        | Punkte | Saison  | Platzierung |
| ----- | ----------------- | ----------- | ------ | ------- | ----------- |
| 01    | Maren Lundby      | Norwegen    | 1909   | 2018/19 | 1.          |
| 02    | Sara Takanashi    | Japan       | 1720   | 2013/14 | 1.          |
| 03    | Eva Pinkelnig     | Österreich  | 1662   | 2022/23 | 1.          |
| 04    | Sara Takanashi    | Japan       | 1610   | 2015/16 | 1.          |
| 05    | Katharina Althaus | Deutschland | 1497   | 2022/23 | 2.          |
| 06    | Katharina Althaus | Deutschland | 1493   | 2018/19 | 2.          |
| 07    | Sara Takanashi    | Japan       | 1455   | 2016/17 | 1.          |
| 08    | Nika Prevc        | Slowenien   | 1454   | 2023/24 | 1.          |
| 09    | Juliane Seyfarth  | Deutschland | 1451   | 2018/19 | 3.          |
| 10    | Maren Lundby      | Norwegen    | 1340   | 2017/18 | 1.          |